# Полона Ловшин
Полона Ловшин (Љубљана, 10. јун 1973) је словеначка сликарка и илустраторка.

## Биографија
Дипломирала је сликарство на Академији ликовних уметности у Љубљани у класи истакнутог словеначког уметника Хермана Гвардјанчича.
Деведесетих је почела да илуструје књиге, часописе и сликовнице.
Сарађивала је са издавачком кућом "Младинска књига", као и са часописима: "Змај;е", "Цицидо", "Цицибан", "Кекец", истовремено илуструјући велики број уџбеника и сликовница.
Илустрације за сликовницу "Бобек и Барчица" номиновани су за најбоља и оригинална сликарска решења за дечију књигу у Словенији за 2004. годину.
2006. године, добила је награду за најбољу илустровану дечију књигу у Словенији за сликовницу "Медо, решава збрке све".
Полона Ловшин континуирано сарађује са истакнутим иностраним издавачким кућама: "Пан Макмилан", "Пингвин". "Темплар"...
Њени радови представљени су на Сајму књига (сваке године у Љубљани), као и на Сајму књига у Болоњи, на Бијеналу уметничких илустрација у Јапан и Братислава.
Објављује илустрације и организује самосталне изложбе у Словенији и иностранству: Италија, Словачка, Јапан...
Полона Ловшин једна је од најистакнутијих словенских илустраторица и сликара и својом многобројном сарадњом са страним познатим издавачким кућама и самосталним изложбама потврдила је свој изванредан уметнички међународни углед.
Живи и ради у Љубљани.

## Стваралаштво

### Истакнуте илустрације књига
- Бабек и барчица  (2005)[7]
- Замок  (2005)
- Сњегуљица  (2007)
- Медо решава збрке све  (2007)
- Причљиви корњача  (2007)
- 'Маче Катка'  (2009)
- За дечака који се плашило воде  (2009)
- Дошао је велики лав
- Шта мали миш чује??
- Славуј и нар  (2012)
- Најдихојча  (2010)
- Принцеза срца  (2013)
- 'Дивни дани'  (2017)[8]
- Пажљиво мајчинство  (2018)[9]
- Ружно паче звуче бајке , (2017)[10]

## Награде
- Номинација за оригиналну словеначку сликовницу за сликовницу "Бобек и Барчица", 2004
- Награда за оригиналну словеначку сликовницу за сликовницу "Медо решава збрке све ", 2006